# 西南施瓦地区
西南施瓦地区（英语：Southwest Shewa Zone，奥罗莫语：Shawaa Kibba-lixaa，阿姆哈拉语：Debub Mirab Shewa）是埃塞俄比亚奥罗米亚州的20个地区之一。
根据埃塞俄比亚中央统计局2007年进行的人口普查，该区总人口为1101129人，其中男子556194人，妇女544,935人。149,878或13.61%的人口是城市居民。该区共计有233916户家庭，平均每户4.71人，住房单位227102户。 西南部报告的三个最大的族群是奥罗莫族(87.08%)、阿姆哈拉族(6.16%)和古丽奇族(5.06%) ，其他民族占人口总数的1.7%。大多数居民声称埃塞俄比亚正教，77.82%的人口信仰这种信仰，11.11%的人口是穆斯林，8.81%的人声称信奉新教，2.04%的人说他们持有传统信仰。